# Silja
A Silja (eredeti címén Nuorena nukkunut), finn regény, szerzője, Frans Eemil Sillanpää Nobel-díjat kapott érte 1939-ben.
Sillanpää első regénye, 1931-ben íródott. Silja alakját a szerző feleségéről, Sigrid Maria Salomäkiről mintázta, aki nyolc gyermeket szült, s jóban-rosszban kitartott az író mellett. Sillanpää életének nagy keserűsége, hogy felesége nem érhette meg a világhírt jelentő kitüntetést.
A Silja egy parasztcsalád széthullásának és egy tragikus végű idillnek története. A regény hátterében zajló finn polgárháború ábrázolásával Sillanpää újra hitet tesz együttérzéséről a szegényekkel, az elnyomottakkal. A Nobel-bizottság főtitkára így ír az íróról a döntés indokolásában: Nagyszerű művekben ábrázolta a finn nép jellemét, életét, küzdelmét, alakjait, a finn természet szépségét.

## Magyarul
- Silja. Egy régi család utolsó hajtása; ford. N. Sebestyén Irén; Franklin, Bp., 1939 (Külföldi regényírók)
- Silja. Egy régi család utolsó hajtása; ford. N. Sebestyén Irén, utószó Képes Géza; Magyar Helikon, Bp., 1965

## Külső hivatkozások
- F.E. Sillanpää: Silja / Egy férfi útja / Emberek a nyári éjszakában; Európa KK. A Finn Irodalom Könyvtára sorozat, Bp. 1981. 577-579. p. Karig Sára utószavából)